# Аверкий Попстоянов
Аверкий Попстоянов (изписване до 1945 година: Аверкий попъ Стояновъ) е български духовник, писател, автор на църковни песнопения и деец на българското просветно и национално Възраждане.

## Биография
Аверкий Попстоянов е роден в 1801, 1802 или в 1803 година в Дупница или в Рила в семейство на свещеник. Учи първо в родния си град, а после в Рилския манастир, Карловац, Сяр, Мелник и Букурещ на разноски на манастира. Учителства във Видин (1835 – 1836), Казанлък (1836 – 1838) и в Кюстендил като главен учител на класното училище (1850 – 1858). Преподава катехизис, всеобща история, география, благонравие, славянска граматика, гръцка граматика, аритметика и „Царственика“. Въвежда в кюстендилското училище взаимоучителната метода. През време на учителстването в Кюстендил е и секретар на Авксентий Велешки. От 1858 до 1878 година е игумен на Осоговския манастир „Свети Йоаким Осоговски“. В 1872 година Аверкий поема председателството на революционния комитет, основан от Тодор Пеев. Помощници на игумен Аверкий са свещеник Филотей, учителят в Крива паланка Димитър Петров Любенов и Димитър Пчелински.
Автор е на проучения и проповоди. Превежда съчинения от гръцки език. Автор на „Житие светаго Григория“ (1852), „Оглашение кратко за българските деца“ и „Пособие за просвещение“ (1852) и други. Игумен на Жаблянския манастир (1879 – 1881). Аверки Попстоянов е един от най-известните представители на Рилската църковна певческа школа от първата половина на XIX век, неговите произведения, записани с помощта на Хрисантовата невмена нотация се съхраняват в Рилския манастир. Включва се в националноосвободителната борба, като поддържа връзки с Васил Левски, Тодор Пеев и Христо Македонски. Аверкий Попстоянов умира на 10 ноември 1881 година в Жаблянския манастир.

## Съчинения
- „Жития св. Григория архиепископа Омиритского и прения с некоего евреина, именуемаго Ервана, собрано и составлено на словенобългарский язык от Аверкиа П. С. монаха Рилскаго“. В Бѣлый градъ, 1852
- „Оглашение кратко за българските деца“, В Бѣлый градъ, 1852